# 邵家渡大桥
邵家渡大桥，是浙江省宁波市的一座建设中的跨江桥梁，位于海曙区和江北区之间，跨越姚江，为变截面预应力混凝土连续梁桥，全长360米，最大跨度为170米，于2022年9月6日开工，预计于2026年通车。